# Хуттунен, Томи
Томи Хуттунен (фин. Tomi Huttunen; род. 4 февраля 1971, Куусанкоски, Финляндия) — профессор русской литературы и культуры Хельсинкского университета, писатель и переводчик.

## Образование и профессиональное становление
Хуттунен получил степень магистра гуманитарных наук в Хельсинкском университете в 1997 году. В 1999 году ему была присвоена степень лиценциата, в 2007 он защитил докторскую диссертацию по специальности «Русский язык и литература» в Хельсинкском университете. В 2010 году получил звание доцента. Профессиональное становление Хуттунена также связано с Хельсинкским университетом. В 2008—2010 гг. он являлся научным сотрудником университета, в 2011—2012 занимал временную должность преподавателя, а в 2012—2014 — временную должность профессора русской литературы. С 2014 года Хуттунен занимает постоянную должность профессора русской литературы и культуры.

## Научная и профессиональная деятельность
С 2016 года Хуттунен входит в группу руководства Магистерской программой по литературе Отделения современных языков Хельсинкского университета. С 2005 года входит в руководство Финским обществом семиотики, с 2007 года является членом консультативного совета Славянской библиотеки Хельсинки, с 2014 года — членом редакции научного издания «Slovo: Journal of Slavic Languages and Literatures» Уппсальского университета.
Среди научных интересов Хуттунена, например, русский авангард, имажинизм (Анатолий Мариенгоф), русский постмодернизм (Лев Рубинштейн), русский рок и его лирика. В 1998 году он перевёл на финский язык роман А. Мариенгофа «Циники» (фин. «Kyynikot»), а в 2015 году — сборник текстов Л. Рубинштейна «Появление героя» (фин. «Sankarin ilmestyminen»).

## Российская культура и литература
Томи Хуттунен — «глашатай русского рока в Финляндии». В 2012 году вышла в свет его книга «Pietari on rock» об истории русского рока. В 2013 году был издан сборник стихов рок-музыканта Юрия Шевчука на финском языке в переводе Хуттунена. Книга получила название «Joka kevät minä kuolen» и вместила в себя произведения из оригинального сборника музыканта «Сольник: альбом стихов».
Деятельность Хуттунена во многом способствует продвижению современной российской литературы и культуры в Финляндии. Так, благодаря его работе на встречах с финской аудиторией смогли выступить Людмила Улицкая, Дмитрий Глуховский, Артемий Троицкий, Захар Прилепин и многие другие авторы..

### Книги
- Veivo, Harri & Huttunen, Tomi: Semiotiikka: merkeistä mieleen ja kulttuuriin. Helsinki: Edita, 1999. ISBN 951-37-2876-5.
- Хуттунен, Томи: Имажинист Мариенгоф: Денди. Монтаж. Циники. Moskva: Новое литературное обозрение, 2007. ISBN 978-5-86793-568-9.
- Huttunen, Tomi & Jegorenkov, Marja & Piispanen, Sirpa: Можно! 3. Жизнь и культура. Helsinki: Otava, 2007. ISBN 978-951-121-657-5.
- Dmitrieva, Elena & Huttunen, Tomi & Jegorenkov, Marja & Väisänen, Tuula: Экстрим 2. Helsinki: Finn Lectura, 2008. ISBN 978-952-133-739-0.
- Huttunen, Tomi: Pietari on rock. Helsinki: Into, 2012. ISBN 978-952-264-123-6.
- Huttunen, Tomi & Jegorenkov, Marja & Piispanen, Sirpa: Pora! 3. Helsinki: Otava, 2015. ISBN 978-951-127-926-6.

### Сборники статей
- Hellman, Ben & Huttunen, Tomi & Obatnin, Gennadi (ed.): Varietas et concordia: Essays in Honour of Pekka Pesonen. Helsinki: Helsinki University Press, 2007. ISBN 978-952-10-3831-0.
- Huttunen, Tomi & Ylikangas, Mikko (ed.): Witnessing Change in Contemporary Russia. Helsinki: Kikimora Publications, 2010. ISBN 978-952-10-5153-1.
- Обатнин, Геннадий & Песонен, Пекка & Хуттунен, Томи (ред.): Европа в России. Moskva: Новое литературное обозрение, 2010. ISBN 978-5-86793-802-4.
- Huttunen, Tomi & Klapuri, Tintti (toim.): Kenen aika? Esseitä venäläisestä nykykirjallisuudesta. Helsinki: Avain, 2012. ISBN 978-951-692-876-3.
- Huttunen, Tomi (ed.): Semiotics of Montage. Sign Systems Studies 41 (2/3). Tartu: Tartu University Press, 2013.
- Huttunen, Tomi (toim.): Venäläisen avantgarden manifestit. Helsinki: Poesia, 2014. ISBN 978-952-305-008-2.
- Обатнин, Геннадий & Хеллман, Бен & Хуттунен, Томи (ред.): Политика литературы — поэтика власти. Moskva: Новое литературное обозрение, 2014. ISBN 978-5-4448-0172-7.
- Ayers, David & Hjartarson, Benedikt & Huttunen, Tomi & Veivo, Harri (ed.): Utopia. The Avant-garde, Modernism and (Im)possible Life. Berlin/Boston: de Gruyter, 2015. ISBN 978-3-11-042709-7.
- Anhava, Martti & Huttunen, Tomi & Pesonen, Pekka (toim.): Dostojevski: kiistaton ja kiistelty. Helsinki: Siltala, 2017. ISBN 978-952-234-430-4.
- Обатнин, Геннадий & Хуттунен, Томи (ред.): Транснациональное в русской культуре. Moskva: Новое литературное обозрение, 2018. ISBN 978-5-4448-0928-0.